# Pressentimento (canção de Elton Medeiros)
Pressentimento é uma canção composta pelo sambista Élton Medeiros em parceria com o compositor Hermínio Bello de Carvalho em 1968.

## História
Na década de 1960, o apartamento do poeta e produtor musical Hermínio Bello de Carvalho, no Catete, era um dos redutos que reuniam cantores, músicos, intelectuais e outros artistas diversos. Um desses frequentadores era o ex-trombonista de gafieira e administrador público por formação, Elton Medeiros, que em um encontro por lá, em 1968, ouviu uma ideia musical de Hermínio para uma composição em parceria, inspirada na forma como a canção “Feio Não É Bonito”, de Carlos Lyra, foi feita. Elton topou e, em sua casa, retocou a estrutura inicial, construindo uma melodia com introdução, primeira e segunda partes, para que o parceiro escrevesse a letra. Hermínio foi criando versos sem rima, levando-se pela musicalidade da poesia, que abordava a sensação que precede a chegada de um novo amor (“Vem meu novo amor / vou deixar a casa aberta”, “Tudo faz pressentimento / que este é o tempo ansiado / de se ter felicidade”).
Ainda sem um título para o novo samba, Elton o apresentou a Toninho Ventura (sogro do violonista Raphael Rabello), que para ele estava evidente: "Pressentimento". Em seguida, ele foi enviado para atender ao convite da Bienal do Samba daquele ano. Elton foi a São Paulo para se encontrar com Carlos Castilho, que escreveu o arranjo e fez questão de pedir que o sambista estivesse no palco tocando tamborim durante as eliminatórias. As frases melódicas do samba alternam-se entre o modo maior e o menor, um das características de estilo de Elton. A primeira parte começa em lá maior e termina em lá menor, passando para a relativa, dó maior, na segunda, que retorna a dó menor. Ao lado da orquestra dirigida por Ciro Pereira, com Castilho ao violão e Elton Medeiros no tamborim emprestado por Lelei, dos Originais do Samba, a cantora Marília Medalha teve a incumbência de defender o samba no concurso idealizado pela TV Record. Depois de passar pela eliminatória de sábado, a canção foi defendida na final e acabou eleita pelo júri como a terceira melhor da Bienal.
Mais tarde, “Pressentimento” seria gravado pela própria Marília Medalha, por Elizeth Cardoso, Elza Soares, Alaíde Costa, Zezé Gonzaga, Roberto Silva, MP4, Quarteto em Cy, entre outros, além dos dois autores individualmente, se tornando um dos grandes clássicos do samba.
No disco de estreia de Elton Medeiros, de 1973, a canção foi lançada com terceira faixa do álbum, tendo a participação dos músicos Dazinho (ritmo), Dininho (contrabaixo), Dino 7 Cordas (violão 7 cordas), Elizeu Felix (ritmo), Geraldo Sabino (ritmo), Jonas Pereira da Silva (cavaquinho) e Marçal (ritmo).